# Potwór (powieść Ismaila Kadare)
Potwór (alb. Përbindëshi) – powieść albańskiego pisarza Ismaila Kadare. Po raz pierwszy opublikowana w roku 1965. Polski przekład powieści, dokonany z języka francuskiego przez Krystynę Arustowicz i wydany w 2000 r., był piątym przekładem powieści Kadarego na język polski.

## Fabuła
Akcja powieści rozgrywa się współcześnie w Tiranie i równocześnie w starożytnej Troi. Lena, narzeczona wpływowego urzędnika Maksa porzuca go i ucieka z Gentem, który pisze pracę doktorską z historii starożytnej. W furgonie na przedmieściach miasta czeka grupa mężczyzn, razem z Maksem, która chce ukarać parę kochanków. Furgon nasuwa skojarzenia z koniem trojańskim, który przynosi zagładę miastu.
Pierwsze wydanie dzieła ukazało się w 1965, w miesięczniku literackim Nendori  (Listopad), ale cenzura wstrzymała jego rozpowszechnianie. Po raz kolejny powieść ukazała się w roku 1990.

## Recenzje (w języku polskim)
- Tamara Brzostowska, Potwór, Nowe Książki 2000/11, s. 68-69.

## Inne tłumaczenia powieści
- 1991: Le monstre (franc. tłum. Jusuf Vrioni), wyd. Paryż
- 1993: Canavar (tur. tłum. Aykut Derman, wyd. Stambuł
- 1994: Monstret (szw. tłum. Agneta Westerdahl, wyd. Sztokholm
- 1995: El monstruo (hiszp. tłum. Ramon Sánchez), wyd. Madryt
- 1999: Monstrul (rum. tłum. Marius Dobrescu), wyd. Bukareszt
- 2008: Het monster (nid. tłum. Roel Schuyt), wyd. Amsterdam
- 2010: Il mostro (włos. tłum. Francesca Spinelli), wyd. Rzym